# Конн, Мэри
Мэ́ри Мише́ль Конн (англ. Mary Michelle Conn, 17 мая 1963, Эдмонтон, Канада) — канадская хоккеистка (хоккей на траве), полевой игрок. Участница летних Олимпийских игр 1988 и 1992 годов, бронзовый призёр чемпионата мира 1986 года, серебряный призёр Панамериканских игр 1991 года, бронзовый призёр Панамериканских игр 1987 года.

## Биография
Мэри Конн родилась 17 мая 1963 года в канадском городе Эдмонтон.
Играла в хоккей на траве за «Чинукс».
В 1986 году в составе женской сборной Канады завоевала бронзовую медаль чемпионата мира в Амстелвене. Забила первый гол канадок в матче за 3-4-е места против сборной Нидерландов (3:2 в дополнительное время).
В 1988 году вошла в состав женской сборной Канады по хоккею на траве на летних Олимпийских играх в Сеуле, занявшей 6-е место. Играла в поле, провела 5 матчей, мячей не забивала.
В 1992 году вошла в состав женской сборной Канады по хоккею на траве на летних Олимпийских играх в Барселоне, занявшей 7-е место. Играла в поле, провела 5 матчей, мячей не забивала.
Дважды выигрывала медали хоккейных турниров Панамериканских игр — бронзу в 1987 году в Индианаполисе и серебро в 1991 году в Гаване.

## Увековечение
В 2001 году введена в Спортивный зал славы Альберты.